# Roseodiscus
Roseodiscus Ellis & Everh. – rodzaj grzybów z rodziny Lachnaceae.

## Systematyka i nazewnictwo
Pozycja w klasyfikacji według Index Fungorum
Incertae sedis, Helotiales, Leotiomycetidae, Leotiomycetes, Pezizomycotina, Ascomycota, Fungi.
Gatunki wstępujące w Polsce
- Roseodiscus subcarneus (Sacc.) Baral 2006

Nazwy naukowe na podstawie Index Fungorum. Występowanie w Polsce według „Grzyby makroskopijne Polski …" (jako Hymenoscyphus subcarneus).